# Rissoina spirata
Rissoina spirata is een slakkensoort uit de familie van de Rissoidae. De wetenschappelijke naam van de soort is voor het eerst geldig gepubliceerd in 1820 door Sowerby I.